# Mesestola guadeloupensis
Mesestola guadeloupensis là một loài bọ cánh cứng trong họ Cerambycidae.